# Rhipidia (Rhipidia) parahedys
Rhipidia (Rhipidia) parahedys is een tweevleugelige uit de familie steltmuggen (Limoniidae). De soort komt voor in het Neotropisch gebied.